# Fake Tales of San Francisco
Singles de Arctic Monkeys
When the Sun Goes Down
(2006) Leave Before the Lights Come On
(2006)
Fake Tales of San Francisco est une chanson du groupe de rock indépendant Arctic Monkeys originellement issue de l'EP Five Minutes with Arctic Monkeys en mai 2005. Il est ensuite réintroduit dans le premier album du groupe Whatever People Say I Am, That's What I'm Not sorti en 2006. Le single n'a jamais été édité physiquement (CD, vinyle, etc.) mais uniquement été diffusé à la radio aux États-Unis. La chanson est cependant sortie aux Pays-Bas où elle a atteint la 31e position des classements de singles. Fin 2006, la chanson devient populaire sur les radios de rock alternatif américaine mais n'a pourtant pas été classée sur le Alternative Songs de Billboard.